# Козицын, Андрей Анатольевич
Андрей Анатольевич Козицын (род. 9 июня 1960, Верхняя Пышма, Свердловская область) — предприниматель, менеджер, генеральный директор Уральской горно-металлургической компании и УГМК-Холдинг (до 19 июля 2022 года).
Доктор экономических наук.
Президент благотворительного фонда «Дети России», президент баскетбольного клуба УГМК, вице-президент Всероссийской федерации самбо.
Находится под международными санкциями 27 стран Евросоюза и других государств за поддержку российской войны против Украины.

## Биография
Андрей Козицын родился 9 июня 1960 года в городе Верхняя Пышма Свердловской области.
В 13-летнем возрасте подросток Андрей Козицын вытащил из реки маленькую девочку и был награждён медалью «За спасение утопающих».
В 1979 году окончил Свердловский горно-металлургический техникум им. И. И. Ползунова и начал работать электрослесарем на комбинате «Уралэлектромедь».
С 1979 по 1981 год — служба в рядах Советской Армии.
С 1981 года работал на комбинате «Уралэлектромедь»: электрослесарь, начальник участка КИПиА, заместитель начальника лаборатории автоматизации, начальник отдела оборудования, коммерческий директор.
В 1993 году окончил металлургический факультет Уральского политехнического института (УГТУ-УПИ) по специальности «металлургия цветных металлов».
В 1995 году стал генеральным директором комбината «Уралэлектромедь» и проработал на этой должности до 2002 года.
В 1999 году назначен гендиректором Уральской горно-металлургической компании (УГМК), которая была создана Искандером Махмудовым с партнёрами на базе комбината «Уралэлектромедь».
В 2002 году стал гендиректором «УГМК-Холдинга» — управляющей компании УГМК, под контролем которого находится более 40 предприятий, производящих чёрные и цветные металлы, а также агробизнес и строительство.
Летом 2009 года на паях с давним партнёром из РМК Игорем Алтушкиным приобрёл у собственника компании «Соллерс» Вадима Швецова и владельца ЧТПЗ Андрея Комарова Челябинский цинковый завод.
В 2021 году Андрей Козицын основал строительную компанию «Интеллект», торговую фирму «Топ Моторсайклс Екатеринбург», а также «Центр Авиации» для выкупа у АО Уралэлектромедь музея военной техники в Верхней Пышме. С 30 августа 2021 года — владеет 90 % новой компании по производству готовых блюд и продуктов питания «Фабрика здорового питания» (10 % — у его партнёра Юлии Багмут).
В марте 2022 года Козицын увеличил до 95,5 % долю в ООО «Агро-Актив», компании производящей, перерабатывающей и продающей сельскохозяйственную продукцию.
В июле 2022 года Козицын покинул пост генерального директора УГМК.
В сентябре того же года Козицын стал владельцем 51 % уставного капитала компании по управлению недвижимостью ООО «Альянс».
В 2023 году стал владельцем или совладельцем нескольких компаний:
- март — получил 70 % уставного капитала челябинского ООО «Доминат», занимающегося разработкой гравийных и песчаных карьеров.
- июнь — Козицын выступил соучредителем (50 % уставного капитала) компании ООО «Правильный обед», работающей в сегменте готовой еды.
- июль — стал владельцем 55 % уставного капитала ООО «Диалог-С», занимающегося арендой и управлением недвижимостью.
- август — стал владельцем ООО «Гостиничный комплекс», управляющим отелями в Верхней Пышме.
- октябрь — Андрей Козицын стал владельцем ООО «Конфидент», специализирующегося на капиталовложениях в уставные капиталы и венчурном инвестировании[17].

## Семья
Женат, имеет дочь.
Старший брат — Александр Козицын. Погиб в автокатастрофе в январе 2009 года

## Хобби
История России, спорт, охота. Вкладывает деньги в восстановление монастырей.

## Состояние
Входит в рейтинг журнала Forbes с 2005 года, занимая места с 46 (2007) по 94 (2009) с состоянием с 400 млн долларов США (2009) по 1600 млн долларов США (2008). В 2010 году занимал 53 место с состоянием 1 200 млн долларов США.
В 2020 году журнал Forbes оценил состояние Козицына в $4,8 млрд, он занимает 22 строчку в рейтинге богатейших людей России. В 2023 году Андрей Козицын вошёл в рейтинг журнала Forbes «110 российских миллиардеров», где занял 30 место с состоянием $4,7 млрд.

## Международные санкции
На фоне вторжения России на Украину, в мае 2022 года, был внесён в список «соратников режима», попадающих под персональные санкции Канады за «соучастие в неоправданном вторжении России в Украину». Ему запрещён въезд на территорию Канады, а его активы подлежат заморозке.
C 21 июля — под санкциями ЕС как «ведущий российский бизнесмен, работающий в секторах экономики, обеспечивающих существенный источник дохода правительству Российской Федерации, которое несёт ответственность за аннексию Крыма и дестабилизацию Украины».
Также, по аналогичным основаниям, находится под санкциями Украины и Швейцарии

## Общественная деятельность
- Член президиума Ассоциации металлургов России[7][9].
- Президент благотворительного фонда «Дети России»[6][9].
- Президент баскетбольного клуба «УГМК»[6][9].
- Вице-президент Всероссийской федерации самбо[6][9].
- Президент хоккейного клуба «Автомобилист» (с апреля 2016 года)[30].

## Награды, звания и премии

### Государственные награды
- Орден «За заслуги перед Отечеством» IV степени (30 апреля 2014 года) — за достигнутые трудовые успехи, значительный вклад в социально-экономическое развитие Российской Федерации, заслуги в гуманитарной сфере, укреплении законности и правопорядка, многолетнюю добросовестную работу, активную законотворческую и общественную деятельность[31]
- Орден Александра Невского (3 апреля 2024 года) — за достигнутые трудовые успехи и многолетнюю добросовестную работу[32]
- Орден Почёта («За достигнутые трудовые успехи и многолетнюю добросовестную работу»; 2008 год)[9]
- Орден Дружбы[6] («За личный вклад в развитие горно-металлургической промышленности России»; 1999 год)[9]
- Знак отличия «За благодеяние» (12 февраля 2021 года) — за вклад в реализацию проекта по созданию Ржевского мемориала Советскому солдату[33]
- Медаль «За спасение утопающих»[5].
- Кавалер Командорского Креста I степени Почётного знака «За заслуги перед Австрийской Республикой» (2014 год, Австрия)[34]

### Конфессиональные награды
- Орден святого равноапостольного великого князя Владимира III степени[3].
- Орден Святого благоверного великого князя Александра Невского II степени (6 декабря 2021 года) — во внимание к помощи и трудам по проведению юбилейных торжеств по празднованию 800-летия со дня рождения благоверного князя Александра Невского[35].
- Орден преподобного Сергия Радонежского III степени[3][36].
- Орден святого благоверного князя Даниила Московского III степени[3].
- Орден святого преподобного Серафима Саровского I степени[37] (2011 год).
- Международная премия Андрея Первозванного «За Веру и Верность»[9] (декабрь 2008 года).

### Почётные звания
- Почётный консул Австрийской Республики в Екатеринбурге (с осени 2006 года по июль 2022 года)[38].
- Почётный гражданин города Верхняя Пышма[6].
- Почётный гражданин Екатеринбурга (с 18 августа 2010 года)[10].
- Почётный гражданин Свердловской области (с 25 августа 2014 года, Указ губернатора Свердловской области № 402-УГ)[39].
- Почётный гражданин города Медногорска (с апреля 2019 года, звание присвоено в честь 80-летия города Медногорска решением городского Совета депутатов)[40].

### Общественные награды
- 6 февраля 2008 — Орден «Екатерининский крест» I степени[41][42].
- Почётный знак «За заслуги перед городом Екатеринбургом»[43]
- Лауреат национальной премии бизнес-репутации «Дарин» Российской Академии бизнеса и предпринимательства в 2005 г.

### Иные награды
- Почётный знак «Акинфий Никитич Демидов» (октябрь 2001 года) — за большой вклад в дело укрепления экономики России[5][9].
- Знак отличия «За заслуги перед Свердловской областью» III степени (30 мая 2007 года)[44].
- Благодарность Правительства Российской Федерации (11 апреля 2017 года) — за большой вклад в развитие металлургической промышленности и многолетний добросовестный труд[45].
- Благодарность Президента Российской Федерации (27 февраля 2023 года) — за вклад в работу Общероссийской общественно-государственной организации «Российское военно-историческое общество»[46].